# تدفئة مناطقية

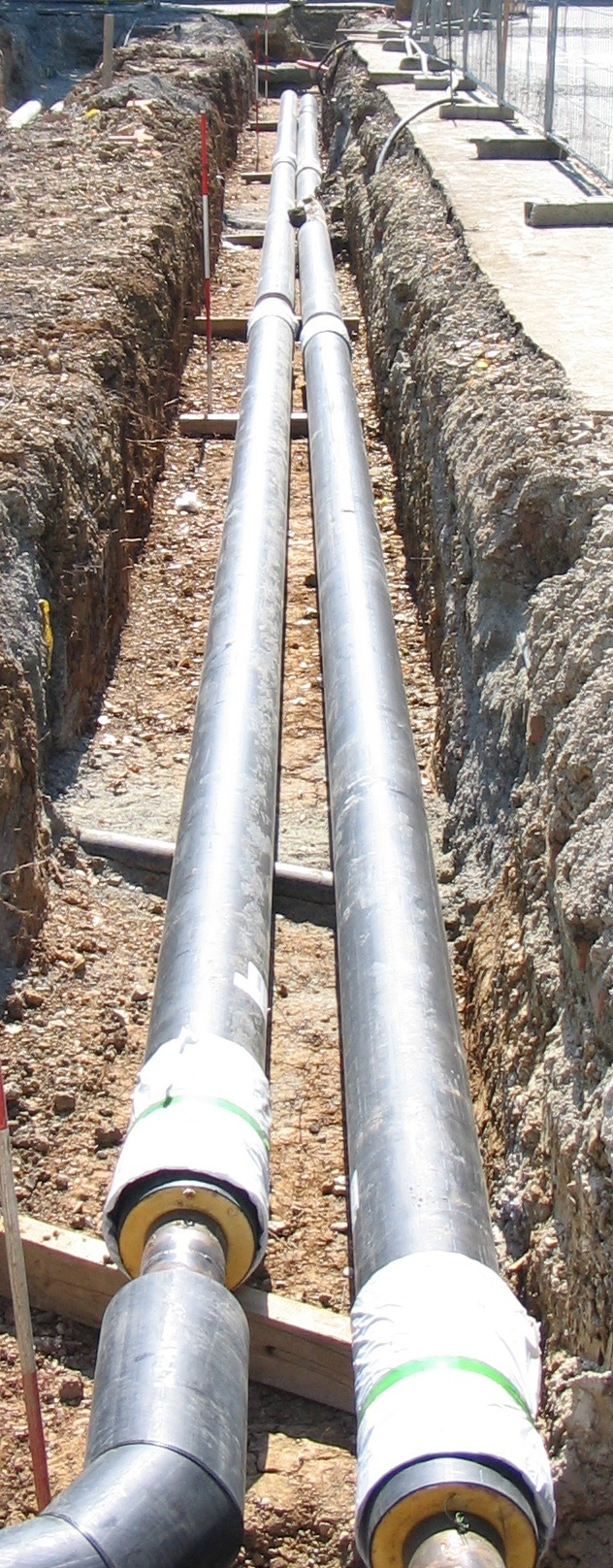
خط توزيع الماء الساخن، أنابيب مغطاة بعازل حراري

شبكات تدفئة (تعرف أيضًا باسم تدفئة المدن أو تدفئة عن بعد) نظام لتوزيع الحرارة المولدة في موقع مركزي عبر شبكة أنابيب معزولة لمتطلبات التدفئة التجارية والسكنية كالمدافئ وسخانات المياه. تولد الحرارة غالبًا في محطات توليد مشترك تعمل على الوقود الأحفوري أو الكتلة الحية، لكن محطات المراجل المولدة للحرارة فقط والتدفئة الأرضية الحرارية (الجيوحرار ية أو الجيوثيرمية) ومضخات الحرارة والتدفئة الشمسية المركزية تستخدم أيضًا، وكذلك تستخدم الضياعات الحرارية من توليد الكهرباء بالطاقة النووية. يمكن لمنشآت تدفئة المدن توفير  مردود أكبر وسيطرة أفضل على التلوث من المراجل المحلية. وفقًا لبعض الأبحاث، تدفئة المدن المشتركة بين الطاقة والحرارة (سي إتش بّي دي إتش) هي أرخص طريقة لتخفيض الانبعاثات الكربونية، وتمتلك أقل آثار كربونية من بين كل محطات التوليد باستخدام الوقود الأحفوري. لا تستخدم محطات الجيل الخامس لشبكات التدفئة الاحتراق في الموقع ولا تنتج أي انبعاثات لثاني أكسيد الكربون CO2 ولا ثاني أكسيد الآزوت (النتروجين) NO2 في الموقع؛ بل تطبق انتقال الحرارة الذي يستخدم الكهرباء والتي قد توَّلد بدورها من مصادر طاقات متجددة، أو من محطات طاقة أحفورية بعيدة. يستعمل مزيج بين المحطات المشتركة للتوليد والتدفئة بالإضافة إلى المضخات الحرارية المركزية في نظام ستوكهولم متعدد الطاقات. ما يسمح بإنتاج الحرارة عبر الكهرباء عند وجود وفر في إنتاج الطاقة بشكل متقطع  والتوليد المشترك للطاقة الكهربائية وتدفئة المدن عند انخفاض إنتاج الطاقة المتقطع.
تصنَّف تدفئة المدن في المرتبة 27 بين الحلول المئة للاحتباس الحراري التي اقترحها مشروع دروداون.

## خلفية تاريخية
تعود جذور شبكات التدفئة إلى حمامات الماء الساخن والبيوت الدفيئة في الإمبراطورية الرومانية. عادةً، يُنظر إلى نظام توزيع مياه ساخنة في شود-إيغيه في فرنسا على أنه أول شبكة تدفئة فعلية. استعملت الطاقة الجيوحرارية لتوفير الحرارة لنحو 30 منزلًا وبدأت العمل في القرن الرابع عشر.
أطلقت أكاديمية البحرية الأمريكية في آنابوليس خدمة شبكة التدفئة البخارية في عام 1853.
بالرغم من استخدام هذه الشبكات وشبكات عديدة أخرى عبر القرون، أُطلق أول نظام شبكات تدفئة ناجح تجاريًّا في لوكبورت، نيويورك، عام 1877 من قبل مهندس الهيدروليك الأميركي بيردسيل هولي، والذي يُعتبر مؤسس شبكات التدفئة الحديثة.

### أجيال شبكات التدفئة
بشكل عام، يمكن تمييز خمسة أجيال لأنظمة شبكات التدفئة.

### الجيل الأول
كان الجيل الأول نظامًا عاملًا على البخار وقوده الفحم وبدأ في الولايات المتحدة في ثمانينيات القرن التاسع عشر، وشاع استخدامه في بعض البلدان الأوروبية أيضًا. كان النظام الأحدث حتى الثلاثينيات واستخدم قنوات إسمنتية، وعمل على درجات حرارة مرتفعة جدًّا ولذا لم يكن اقتصاديًّا كثيرًا. كانت هناك مشاكل أيضًا في الوثوقية والأمان بسبب أنابيب البخار الحار المضغوط. في الوقت الراهن، يُعتبر هذا الجيل عتيق الطراز من منظور التكنولوجيا. بأي حال، لا تزال بعض أنظمة هذا الجيل قيد العمل، مثلًا في نيويورك وباريس. حُوّلت أنظمة أخرى كانت في الأصل تنتمي لهذا الجيل فيما بعد إلى أجيال لاحقة.

### الجيل الثاني
طُوّر الجيل الثاني في الثلاثينيات واستمر بناء أنظمته حتى السبعينيات. كان يحرق الفحم والنفط، وتُنقل الحرارة عبر أنابيب ماء حار مضغوط كحامل للحرارة. كانت للأنظمة عادةً حرارة تغذية تفوق 100 درجة مئوية، استخدم أنابيب المياه في قنوات إسمنتية مجمعة بمعظمها في الموقع، ومعدات ثقيلة. كان توفير الطاقة الرئيسية سببًا أساسيًّا لاستخدام هذه الأنظمة، وهذا ناتج عن استخدام محطات مشتركة لتوليد الطاقة الكهربائية والتدفئة. كانت الأنظمة النمطية لهذا الجيل هي الأنظمة السوفيتية لشبكات التدفئة التي أُنشئت بعد الحرب العالمية الثانية في عدة بلدان في شرق أوروبا، مع أنها كانت تستعمل في بلدان أخرى.

### الجيل الثالث
طُوّر الجيل الثالث في السبعينيات واستخدم لاحقًا في معظم الأنظمة التي أُنشئت بعد ذلك في أنحاء العالم. يدعى هذا الجيل أيضًا «تكنولوجيا شبكات التدفئة الإسكندنافية»، لأن كثيرًا من صانعي عناصر شبكات التدفئة كانوا متمركزين في الدول الإسكندنافية. يستخدم الجيل الثالث أنابيب مسبقة الصنع والعزل، تُدفن مباشرةً تحت الأرض وتعمل على درجات حرارة أقل، عادةً أقل من 100 درجة مئوية. كان تأمين الموارد من خلال تحسين المردود الطاقي بعد أزمتي النفط اللتين أديتا إلى اضطراب في مؤونة النفط. لذلك عادةً ما استعملت هذه الأنظمة الفحم والكتلة الحية والهدر الحراري كمصادر طاقة، في حين أُهمل النفط غالبًا. في بعض الأنظمة، تستخدم الطاقة الجيوحرارية والشمسية أيضًا في المزيج الطاقي. فباريس على سبيل المثال استخدمت التدفئة من مصادر الطاقة الجيوحرارية ذات درجة حرارة 55-70 درجة مئوية على عمق 1-2 كيلومتر تحت سطح الأرض منذ السبعينيات للتدفئة المنزلية.

### الجيل الرابع
حاليًّا، يُطوّر الجيل الرابع، مع كون الانتقال إلى الجيل الرابع جاريًا بالفعل في الدنمارك. الجيل الرابع مصمم لمحاربة التغير المناخي وإشراك حصص كبيرة من مصادر متعددة للطاقة المتجددة في شبكات التدفئة من خلال توفير مرونة عالية للشبكة الكهربائية.
وفقًا لمراجعة أجراها لوند وزملاؤه، على تلك الأنظمة أن تمتلك هذه القدرات:
1. القدرة على توفير شبكات تدفئة بحرارة منخفضة للمدافئ وسخانات المياه المنزلية للأبنية الموجودة، والأبنية الموجودة المجددة بإصلاحات تخص الطاقة، والأبنية الحديثة الموفرة للطاقة.
2. القدرة على توزيع الحرارة في الشبكات بفواقد شبكة منخفضة.
3. القدرة على إعادة تدوير الحرارة من مصادر درجات الحرارة المنخفضة وإشراك مصادر الحرارة المتجددة كالحرارة الشمسية والجيوحرارية.
4. القدرة على أن تكون جزءًا تكامليًّا مع أنظمة الطاقة الذكية (أي شبكات الكهرباء والغاز والسوائل والحرارة الذكية التكاملية).
5. القدرة على تأمين تخطيط وكلفة وهيكليات محفزة مناسبة فيما يتعلق بالتشغيل والاستثمارات الاستراتيجية المرتبطة بعملية التحول إلى أنظمة طاقة مستقبلية مستدامة.

بالمقارنة مع الأجيال السابقة، انخفضت مستويات درجة الحرارة لزيادة المردود الطاقي للنظام، بدرجة حرارة 70 درجة مئوية أو أقل على خط التغذية. مصادر الحرارة المحتملة هي الهدر الحراري من الصناعات ونواتج الاحتراق في محطات التوليد المشترك للطاقة والتدفئة ومحطات الطاقة العاملة على الكتلة الحية (البيوماس) والطاقة الحرارية الشمسية والجيوحرارية (التدفئة المركزية الشمسية) والمضخات الحرارية واسعة النطاق والهدر الحراري من عمليات التبريد ومراكز البيانات ومصادر طاقة مستدامة أخرى. يُتوقع لأنظمة الجيل الرابع من شبكات التدفئة بمساعدة مصادر الطاقة هذه ومخازن الطاقة الحرارية واسعة النطاق -بما فيها مخازن الطاقة الحرارية الموسمية- أن توفر المرونة اللازمة لموازنة توليد الطاقة من الشمس والرياح، على سبيل المثال من خلال استخدام المضخات الحرارية لمكاملة فائض الطاقة كحرارة عند وجود طاقة ريحية كثيرة أو توفير الكهرباء من محطات الكتلة الحية عند الحاجة إلى طاقة احتياطية. لذلك، تُعتبر المضخات الحرارية الضخمة (واسعة النطاق) التقنيةَ المفتاحية لأنظمة الطاقة الذكية بحصص كبيرة للطاقات المتجددة قد تصل إلى 100% ولأنظمة شبكات التدفئة المتقدمة من الجيل الرابع.

### الجيل الخامس
توزع شبكة التدفئة من الجيل الخامس الحرارة بدرجات حرارة قريبة من الحرارة الأرضية المحيطة: هذا يقلل الضياعات الحرارية إلى الأرض ويقلل الحاجة إلى العزل الشديد. يستخدم كل مبنى في الشبكة مضخة حرارية موضوعة في غرفة معداته الخاصة لاستخراج الحرارة من الدارة المحيطة عند الحاجة إلى الحرارة، ويستخدم نفس المضخة الحرارية لرفض الحرارة عند حاجته للتبريد. هذا يسمح للحرارة المهدورة من التبريد أن يعاد تدويرها إلى تلك الأبنية التي تحتاج التدفئة على «شبكة مشاركة الحرارة». يُتحكم بدرجة الحرارة الكلية ضمن الدارة المحيطة من خلال التبادل الحراري مع المياه الجوفية أو مصدر مياه آخر لتبقى في حدود 10-25 درجة مئوية.
يمكن لبناء حديث بنظام توزيع حرارة داخلي منخفض الحرارة تركيب مضخة حرارية فعالة تعطي خرجًا حراريًّا عند 45 درجة مئوية. سيتطلب بناءٌ أقدم بنظام توزيع حرارة داخلي له درجة حرارة أعلى مضخةً حرارية عاملة على درجات حرارة عالية لإعطاء نفس الخرج الحراري.
تمديد أنابيب شبكات درجات حرارة الأرض المحيطة (الجيل الخامس) أقل كلفةً من تركيب الأجيال السابقة لأنها لا تتطلب عزلًا ثقيلًا لدارات الأنابيب وتقلل الضياعات الحرارية إلى الأرض. يُطلب من كل الأبنية في الشبكة تركيب وصيانة أنظمة المضخات الحرارية الفردية للوصول إلى درجات الحرارة المطلوبة في كل من التبريد والتدفئة، مع قدرة كل بناء على إشباع نقطة الذروة في منحني الطلب الخاص به.
مثال أكبر على الجيل الخامس لشبكات التدفئة والتبريد هو في مينواتر في هيرلن، هولندا. في هذه الحالة، الخواص المميزة هي أن الحرارة والبرودة تُتبادل دائمًا مع الشبكة. لا يقاد النظام من خط التغذية، بل من طلب المستهلكين للبرودة والحرارة.
رُكبت شبكة جيل خامس «شبكة طاقة متوازنة، بي إي إن» في عام 2016 في مبنيين كبيرين في جامعة الضفة الجنوبية للندن (لندن ساوث بانك) كمشروع بحث وتطوير.

## صور أخرى

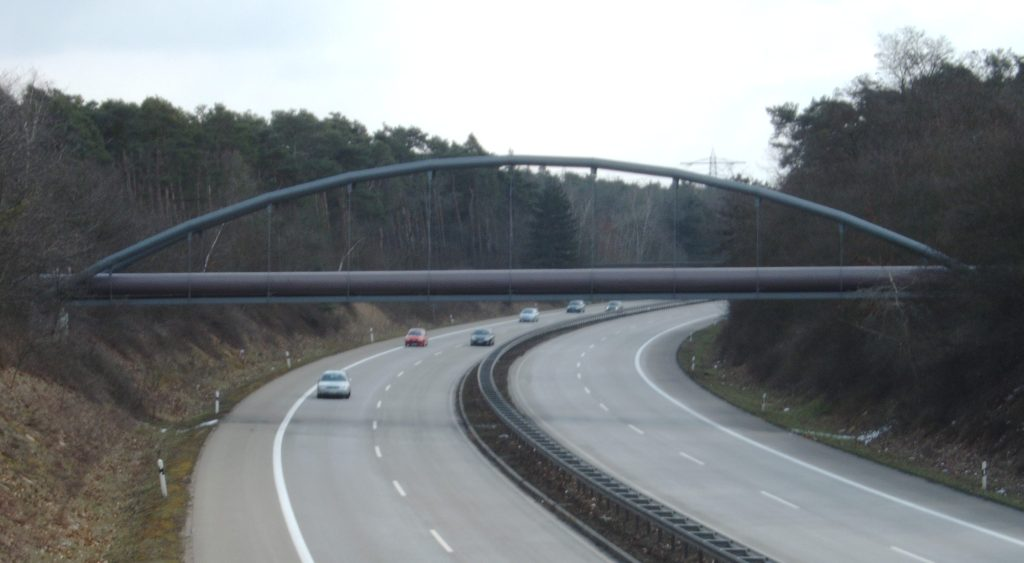
خط أنابيب للماء الساخن علوي عند مانهايم بألمانيا.

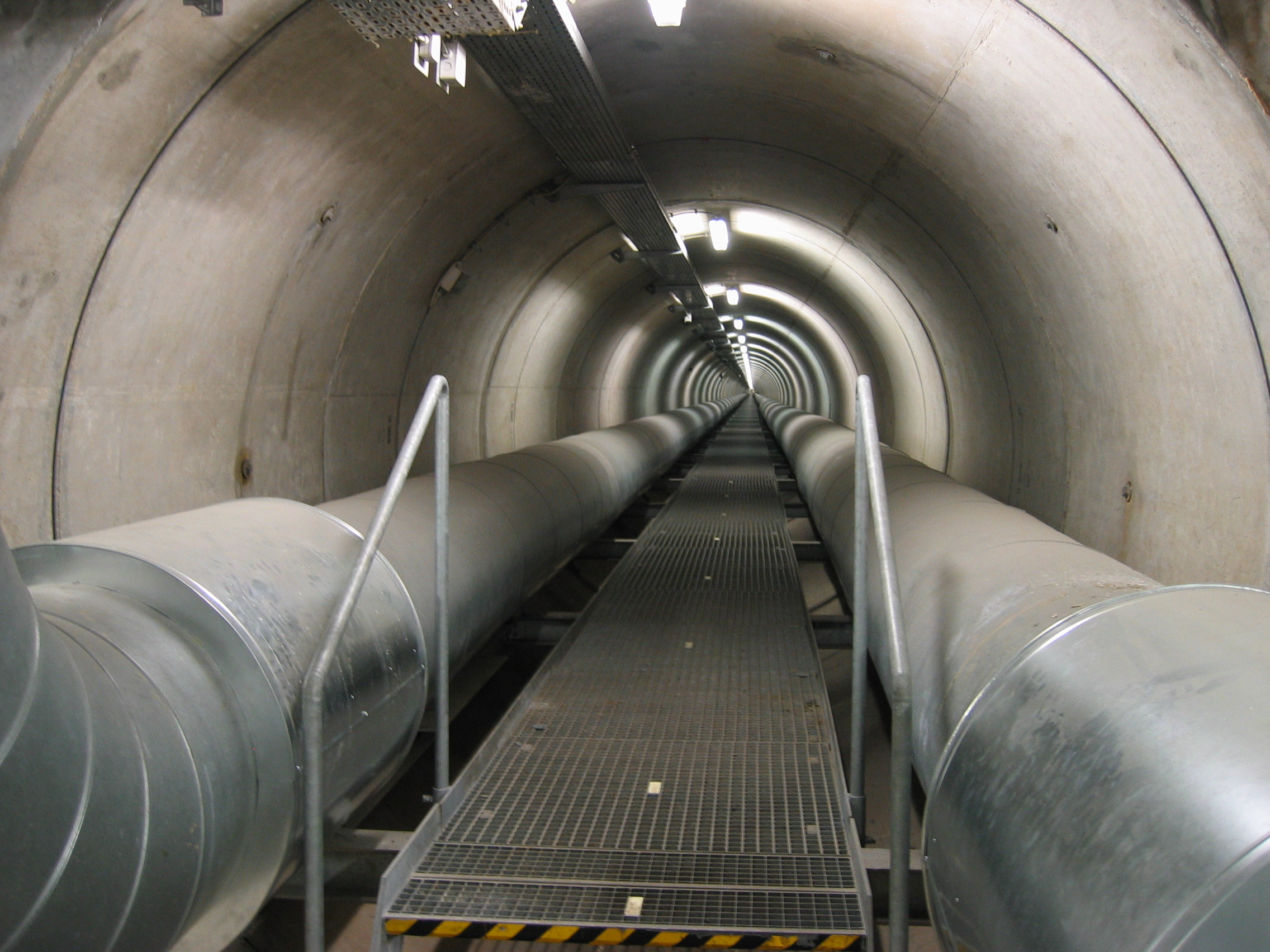
خط توزيع الماء الساخن تحت نهر الراين عند مدينة كولونيا في ألمانيا

## اقرأ أيضا
- شبكة كهربائية
- عزل حراري
- عازل حرارة
- الاستهلاك المنزلي للطاقة
- شبكة توزيع الكهرباء